# Élections cantonales de 2023 en Appenzell Rhodes-Intérieures
Les élections cantonales ont lieu le 12 mars 2023 afin de renouveler les 50 membres du Grand Conseil et les 7 membres de la Commission d'État du canton d'Appenzell Rhodes-Intérieures.